# Juan de Borbón
Juan Carlos Teresa Silverio Alfonso de Borbón y Battenberg (ur. 20 czerwca 1913 w San Ildefonso w prowincji Segowia, zm. 1 kwietnia 1993 w Pampelunie) – hiszpański arystokrata, tytularny hrabia Barcelony z dynastii Burbonów. Syn króla Hiszpanii Alfonsa XIII i Wiktorii Eugenii Battenberg, ojciec króla Hiszpanii Juana Carlosa I.

## Zarys biografii
Urodził się w pałacu w San Ildefonso jako trzeci syn króla Hiszpanii Alfonsa XIII. Jego ojciec został obalony i zmuszony do udania się na wygnanie, kiedy 14 kwietnia 1931 roku w Hiszpanii proklamowano republikę. Został wyznaczony na następcę ojca w miejsce starszych braci: najstarszy don Alfonso zmarł na hemofilię po wypadku samochodowym, podobnie jak najmłodszy – Gonzalo, drugi syn don Jaime był głuchoniemy i dobrowolnie zrzekł się sukcesji.
Służył w brytyjskiej Royal Navy w Bombaju. W marcu 1935 zdał egzaminy z uzbrojenia i nawigacji, i otrzymałby rangę porucznika brytyjskiej floty, gdyby tylko zrzekł się hiszpańskiego obywatelstwa, czego odmówił. Swoją przyszłą żonę, Maríę de las Mercedes de Bórbon-Dos Sicilias, poznał 14 stycznia 1935, na przyjęciu u króla Włoch Wiktora Emanuela III, dzień przed ślubem swojej siostry infantki Beatriz. Ożenił się z nią 12 października 1935 roku w Rzymie. Don Juan z rodziną zamieszkał w Cannes i Rzymie. Po wybuchu II wojny światowej rodzina przeniosła się do Lozanny, gdzie mieszkała królowa Ena (Wiktoria Eugenia), potem długo mieszkali w Estoril w Portugalii.
Najstarszy syn Juana de Borbón został wybrany przez generała Francisco Franco na króla Hiszpanii z pominięciem jego osoby, gdyż przez Franco był uważany za zbyt liberalnego.

## Odznaczenia
- Wielki Mistrz Orderu Złotego Runa (Hiszpania, 15 stycznia 1941 – 14 maja 1977)
- Wielki Mistrz Orderu Karola III (Hiszpania, 15 stycznia 1941 – 14 maja 1977)
- Wielki Mistrz Orderu Izabeli Katolickiej (Hiszpania, 15 stycznia 1941 – 14 maja 1977)
- Wielki Mistrz Orderu Świętego Ferdynanda (Hiszpania, 15 stycznia 1941 – 14 maja 1977)
- Wielki Mistrz Orderu Świętego Hermenegilda (Hiszpania, 15 stycznia 1941 – 14 maja 1977)
- Wielki Mistrz Orderu Montesy (Hiszpania, 15 stycznia 1941 – 1 kwietnia 1993)
- Wielki Mistrz Orderu Alcántara (Hiszpania, 15 stycznia 1941 – 1 kwietnia 1993)
- Wielki Mistrz Orderu Calatrava (Hiszpania, 15 stycznia 1941 – 1 kwietnia 1993)
- Wielki Mistrz Orderu Santiago (Hiszpania, 15 stycznia 1941 – 1 kwietnia 1993)
- Order Złotego Runa (Hiszpania, 1927)[1]
- Krzyż Wielki Zasługi Morskiej Z Odznaką Białą (Hiszpania, 1978)[2]
- Order Annuncjaty (Włochy, 1946)
- Krzyż Wielki Orderu Świętych Maurycego i Łazarza (Włochy 1946)
- Krzyż Wielki Orderu Korony (Włochy, 1946).
- Krzyż Wielki Orderu Zbawiciela (Grecja, 1962).
- Krzyż Wielki Orderu Chrystusa (Portugalia, 1986)[3].
- Krzyż Wielki Orderu Niepokalanej Matki Boskiej z Vila Viçosa (Portugalia, 1983).
- Krzyż Wielki Konstantyńskiego Orderu Wojskowego św. Jerzego (Królestwo Obojga Sycylii)[4]

## Genealogia
| Alfons XII ur. 28 XI 1857 zm. 25 XI 1885 | Alfons XII ur. 28 XI 1857 zm. 25 XI 1885 |                                          |                                          | Maria Krystyna Habsburg ur. 21 VII 1858 zm. 6 II 1929 | Maria Krystyna Habsburg ur. 21 VII 1858 zm. 6 II 1929 |  |  | Henryk Battenberg ur. 5 X 1858 zm. 20 I 1896 | Henryk Battenberg ur. 5 X 1858 zm. 20 I 1896 |                                                          |                                                          | Beatrycze Koburg ur. 14 IV 1857 zm. 26 X 1944 | Beatrycze Koburg ur. 14 IV 1857 zm. 26 X 1944 |
|                                          |                                          |                                          |                                          |                                                       |                                                       |  |  |                                              |                                              |                                                          |                                                          |                                               |                                               |
|                                          |                                          |                                          |                                          |                                                       |                                                       |  |  |                                              |                                              |                                                          |                                                          |                                               |                                               |
|                                          |                                          | Alfons XIII ur. 17 V 1886 zm. 28 II 1941 | Alfons XIII ur. 17 V 1886 zm. 28 II 1941 |                                                       |                                                       |  |  |                                              |                                              | Wiktoria Eugenia Battenberg ur. 24 X 1887 zm. 15 IV 1969 | Wiktoria Eugenia Battenberg ur. 24 X 1887 zm. 15 IV 1969 |                                               |                                               |
|                                          |                                          |                                          |                                          |                                                       |                                                       |  |  |                                              |                                              |                                                          |                                                          |                                               |                                               |
|                                          |                                          |                                          |                                          |                                                       |                                                       |  |  |                                              |                                              |                                                          |                                                          |                                               |                                               |
|                                          |                                          |                                          |                                          |                                                       |                                                       |  |  |                                              |                                              |                                                          |                                                          |                                               |                                               |

|                                 |                                 | María de las Mercedesde Bórbon-Dos Sicilias ur. 23 XII 1910 zm. 2 I 2000 OO 12 X 1935 | María de las Mercedesde Bórbon-Dos Sicilias ur. 23 XII 1910 zm. 2 I 2000 OO 12 X 1935 | Juan de Borbón ur. 20 VI 1913 zm. 1 IV 1993 | Juan de Borbón ur. 20 VI 1913 zm. 1 IV 1993 |                                      |                                      |  |  |
|                                 |                                 |                                                                                       |                                                                                       |                                             |                                             |                                      |                                      |  |  |
|                                 |                                 |                                                                                       |                                                                                       |                                             |                                             |                                      |                                      |  |  |
|                                 |                                 |                                                                                       |                                                                                       |                                             |                                             |                                      |                                      |  |  |
| María del Pilar ur. 30 VII 1936 | María del Pilar ur. 30 VII 1936 | Juan Carlos I ur. 5 I 1938                                                            | Juan Carlos I ur. 5 I 1938                                                            | Margarita ur. 6 III 1939                    | Margarita ur. 6 III 1939                    | Alfonso ur. 3 X 1941 zm. 29 III 1956 | Alfonso ur. 3 X 1941 zm. 29 III 1956 |  |  |